# 荒砥村
荒砥村（あらとむら）は、群馬県の中部、勢多郡に属していた村。

## 地理
- 河川：荒砥川、神沢川、桂川
- 湖沼：荒子沼、乾谷沼、五料沼

## 歴史
- 1889年（明治22年）4月1日 - 町村制施行により、荒子村、ニ之宮村、今井村、富田村、荒口村、泉沢村、下大屋村、飯土井村、新井村、西大室村、東大室村が合併し南勢多郡荒砥村が成立する。
- 1896年（明治29年）4月1日 - 南勢多郡と東群馬郡が統合し勢多郡となる。
- 1957年（昭和32年）
  - 2月20日 - 木瀬村と合併し城南村を新設する。
  - 10月10日 - 城南村の一部（下長磯、小島田）が前橋市へ編入される。
- 1960年（昭和35年）4月1日 - 城南村の一部（駒形、東駒形）が前橋市へ編入される。
- 1967年（昭和42年）5月1日 - 城南村が前橋市へ編入される。

## 地域

### 村内の大字
- 下大屋
- 泉沢
- 富田
- 荒口
- 荒子
- 西大室
- 東大室
- 飯土井
- 新井
- 二之宮
- 今井

### 小学校
- 荒砥村立北小学校（現：前橋市立荒子小学校）
- 荒砥村立大室小学校（現：前橋市立大室小学校）
- 荒砥村立南小学校（現：前橋市立二之宮小学校）

### 中学校
- 荒砥村立荒砥中学校（現：前橋市立荒砥中学校）

## 歴代村長
| 代     | 氏名        | 就任日（和暦）            | 出身大字 | 備考                                         |
| ------ | ----------- | ------------------------- | -------- | -------------------------------------------- |
| 初代   | 岡 登喜太   | 1889年3月4日（明治22年）  | 二之宮   | 町村制施行により荒砥村発足、初代村長に就任。 |
| 第2代  | 大沢 喜代七 | 1901年6月15日（明治34年） | 富田     | 同資料による。                               |
| 第3代  | 阿部 初太   | 1905年6月29日（明治38年） | 荒口     | 同資料による。                               |
| 第4代  | 田中 和十郎 | 1910年（明治43年）        | 東大室   | 同資料による。                               |
| 第5代  | 岡田 徳太郎 | 1914年3月25日（大正3年）  | 下大屋   | 同資料による。                               |
| 第6代  | 鹿沼 登喜太 | 1921年8月9日（大正10年）  | 荒子     | 同資料による。                               |
| 第7代  | 栗原 倉吉   | 1937年9月27日（昭和12年） | 西大室   | 同資料による。                               |
| 第8代  | 不細 明次郎 | 1941年9月28日（昭和16年） | 飯土井   | 同資料による。                               |
| 第9代  | 小沼 清高   | 1945年9月28日（昭和20年） | 泉沢     | 同資料による。                               |
| 第10代 | 萩原 熊作   | 1947年4月5日（昭和22年）  | 西大室   | 同資料による。                               |
| 第11代 | 伏島 正一   | 1955年4月30日（昭和30年） | 飯土井   | 同資料による。                               |